# العلاقات الألمانية الأيرلندية
العلاقات الألمانية الأيرلندية هي العلاقات الثنائية التي تجمع بين ألمانيا وجمهورية أيرلندا.

## مقارنة بين البلدين
هذه مقارنة عامة ومرجعية للدولتين:
| وجه المقارنة                                              | ألمانيا                                                                              | جمهورية أيرلندا                                       |
| --------------------------------------------------------- | ------------------------------------------------------------------------------------ | ----------------------------------------------------- |
| المساحة (كم2)                                             | 357.41 ألف                                                                           | 70.27 ألف                                             |
| عدد السكان (نسمة)                                         | 81.29 مليون                                                                          | 4.76 مليون                                            |
| الكثافة السكانية (ن./كم²)                                 | 227.44                                                                               | 67.74                                                 |
| العاصمة                                                   | بون، برلين                                                                           | دبلن                                                  |
| اللغة الرسمية                                             | اللغة الألمانية                                                                      | اللغة الأيرلندية، لغة إنجليزية، الإنجليزية الأيرلندية |
| العملة                                                    | يورو، مارك ألماني                                                                    | جنيه أيرلندي، يورو، عملات اليورو الأيرلندية           |
| الناتج المحلي الإجمالي (بليون دولار)                      | 3.68 تريليون                                                                         | 333.73 مليار                                          |
| الناتج المحلي الإجمالي (تعادل القوة الشرائية) بليون دولار | 3.92 تريليون                                                                         | 318.16 مليار                                          |
| الناتج المحلي الإجمالي الاسمي للفرد دولار أمريكي          | 41.31 ألف                                                                            | 61.13 ألف                                             |
| الناتج المحلي الإجمالي للفرد دولار أمريكي                 | 46.40 ألف                                                                            |                                                       |
| مؤشر التنمية البشرية                                      | 0.926                                                                                | 0.916                                                 |
| رمز المكالمات الدولي                                      | +49                                                                                  | +353                                                  |
| رمز الإنترنت                                              | .de                                                                                  | .ie                                                   |
| المنطقة الزمنية                                           | توقيت وسط أوروبا، ت ع م+01:00، ت ع م+02:00، توقيت أوروبا الوسطى المعياري (ت غ م +1) ‏ | 00، ت ع م+01:00، أوروبا/دبلن ‏                         |

## مدن متوأمة
في ما يلي قائمة باتفاقيات التوأمة بين مدن ألمانية وأيرلندية:
- ترتبط هوشتات أن در آيش مع Castlebar [الإنجليزية]‏ باتفاقية توأمة.
- ترتبط اشتراوبينغ مع توام [الإنجليزية]‏ باتفاقية توأمة منذ 1971.
- ترتبط باد كوتستينغ مع بوندوران باتفاقية توأمة.
- ترتبط أوسترهوفن مع Ballybay [الإنجليزية]‏ باتفاقية توأمة منذ 10 نوفمبر 1997.
- ترتبط فورتسبورغ مع Bray, County Wicklow [الإنجليزية]‏ باتفاقية توأمة منذ 2008.[17][17][18][18]
- ترتبط كمبتن مع سلايغو باتفاقية توأمة منذ 1972.
- ترتبط Waldaschaff [الإنجليزية]‏ مع Clonakilty [الإنجليزية]‏ باتفاقية توأمة.
- ترتبط بلينفيلد مع كيلارني [الإنجليزية]‏ باتفاقية توأمة منذ 12 أكتوبر 2007.[19]
- ترتبط كلوبنبورغ مع ليمريك باتفاقية توأمة.
- ترتبط كولونيا مع كورك باتفاقية توأمة منذ 29 مايو 1963.
- ترتبط ديلينغن أن در دوناو مع ناس باتفاقية توأمة.

## منظمات دولية مشتركة
يشترك البلدان في عضوية مجموعة من المنظمات الدولية، منها:
| علم المنظمة | اسم المنظمة                               | تاريخ انضمام ألمانيا | تاريخ انضمام جمهورية أيرلندا |
| ----------- | ----------------------------------------- | -------------------- | ---------------------------- |
|             | مؤسسة التمويل الدولية                     | 20 يوليو 1956        | 11 سبتمبر 1958               |
|             | يونسكو                                    | 11 يوليو 1951        | 3 أكتوبر 1961                |
|             | مجموعة أستراليا                           | 1985                 | 1985                         |
|             | مجموعة الموردين النوويين                  | ?                    | ?                            |
|             | الوكالة الدولية للطاقة                    | ?                    | ?                            |
|             | مؤسسة التنمية الدولية                     | 24 سبتمبر 1960       | 22 ديسمبر 1960               |
|             | منظمة التعاون الاقتصادي والتنمية          | 27 سبتمبر 1961       | ?                            |
|             | المركز الدولي لتسوية المنازعات الاستشارية | 18 مايو 1969         | 7 مايو 1981                  |
|             | وكالة ضمان الاستثمار متعدد الأطراف        | 12 أبريل 1988        | 27 أكتوبر 1989               |
|             | منظمة حظر الأسلحة الكيميائية              | 29 أبريل 1997        | ?                            |
|             | المنظمة الأوروبية لسلامة الملاحة الجوية   | 1960                 | 1965                         |
|             | الاتحاد الدولي للاتصالات                  | 1866                 | 8 ديسمبر 1923                |
|             | الأمم المتحدة                             | 18 سبتمبر 1973       | 14 ديسمبر 1955               |
|             | منظمة الشرطة الجنائية الدولية             | ?                    | ?                            |
|             | البنك الدولي للإنشاء والتعمير             | 14 أغسطس 1952        | 8 أغسطس 1957                 |
|             | منظمة الأمن والتعاون في أوروبا            | 25 يونيو 1973        | 25 يونيو 1973                |
|             | وكالة الفضاء الأوروبية                    | 31 مايو 1977         | ?                            |
|             | الفريق المعني برصد الأرض                  | ?                    | ?                            |
|             | الاتحاد البريدي العالمي                   | 1 يوليو 1875         | ?                            |
|             | منظمة التجارة العالمية                    | ?                    | ?                            |
|             | المنظمة الهيدروغرافية الدولية             | ?                    | ?                            |
|             | بنك التنمية الآسيوي                       | 1966                 | 2006                         |
|             | نظام تحكم تكنولوجيا القذائف               | 1987                 | 1992                         |
|             | مجلس أوروبا                               | 13 يوليو 1950        | ?                            |
|             | الاتحاد الأوروبي                          | 25 مارس 1957         | 1973                         |

## أعلام
هذه قائمة لبعض الشخصيات التي تربطها علاقات بالبلدين:
- آرثر شيلدز (ممثل أيرلندي، 15 فبراير 1896[50][51][52] – 27 أبريل 1970[50][51][53])
- أوليفيا وايلد (ممثلة أمريكية، 10 مارس 1984[54] – )
- باتريك كولمان (لاعب كرة قدم ألماني، 25 فبراير 1983[55] – )
- باري فيتزجيرالد (10 مارس 1888[56][57][58] – 14 يناير 1961[56][58][59])
- توماس بارناردو (4 يوليو 1845[60][61][62] – 19 سبتمبر 1905[60][61][62])
- جوني برينر (قاذف أيرلندي، 1971 – )
- دومينيك موناغان (ممثل إنجليزي، 8 ديسمبر 1976 – )
- ديريك ويليامس (لاعب كرة قدم أيرلندي، 17 يناير 1993[63] – )
- سارة كونور (مغنية ألمانية، 13 يونيو 1980 – )
- فريد تيدت (ملاكم أيرلندي، 16 أكتوبر 1935 – 15 يونيو 1999)
- لوك سورنسن (لاعب كرة مضرب أيرلندي، 7 يناير 1985 – )
- لولا مونتيز (17 فبراير 1821 – 17 يناير 1861)
- مانويل شميدباخ (لاعب كرة قدم ألماني، 5 ديسمبر 1988[64] – )
- مايكل فاسبندر (2 أبريل 1977[65][66] – )
- هوغو هاميلتون (كاتب أيرلندي، 28 يناير 1953 – )

## وصلات خارجية
- موقع وزارة الخارجية الألمانية